# Underworld – Vérözön
Az Underworld – Vérözön (eredeti cím: Underworld: Blood Wars) 2017-ben bemutatott amerikai akció-horror Anna Foerster rendezésében. A forgatókönyvet Anna Foerster, Kevin Grevioux, Danny McBride és Len Wiseman írta. A szereplők Kate Beckinsale, Theo James, Charles Dance, Alicia Vela-Bailey, Tobias Menzies, Lara Pulver, Bradley James, Daisy Head, James Faulkner, Trent Garrett és Oliver Stark. 
A filmet az Egyesült Államokban 2017. január 6-án, Magyarországon egy hónappal korábban, 2016. december 1-jén mutatták be.

## Cselekmény
Marius a lycan vezér Selena lányát Eve-t keresi és abban reménykedik, hogy édesanyja révén megtalálja. A vérfarkasok üldözése közben David megmenti a halálosztót és apjával együtt, Thomassal rábeszélik Selene-t, hogy fogadja el a Keleti Rend amnesztiáját és térjen vissza a vámpírok közösségébe, hogy kiképezze a vámpírokat a vérfarkasok elleni küzdelemre. Később kiderül, hogy egy tanácstag, Semira nem tudja megbocsátani Selene-nek Victor halálát, valamint a rend leghatalmasabb vámpírjává szeretne válni, ezért csapdát állit Selenének . David apjával együtt megmenti Selenét, de Semira megöli Thomast menekülés közben.
Selene és David az Északi Rendnél találnak menedéket. Vidar, a rend legidősebb tagja elárulja, hogy David Amelia fia, így ő az utolsó fajtiszta vámpír. Röviddel ezután az északi erődöt megtámadják a lycanok, Selene-t pedig Marius legyőzi és rájon, hogy a vámpír nem tudja a lánya hollétét. A haldokló Selene a vízen keresztül keresi az utat a másik világba, amit Vidar lánya megígért neki.
Visszatérve a Keleti Rendhez, David leleplezi Semira cselszövéseit és átveszi a vezetést a kastély megvédésében a lycánokkal szemben. A csata már elveszettnek tűnik, amikor megjelenik Selene és az Északi Rend vámpírjaival együtt megfordítja a helyzetet. A Mariusszal vívott párbaj során Selene, annak véréből megtudja, hogy a lycán megölte szerelmét, Michaelt, hogy megszerezze a vérét. A vér további erőt ad neki és kétségbeesetten keresi Eve-t, aki ugyanazokkal a tulajdonságokkal rendelkezik, mint az apja Michael. Selene megöli Mariust, véget vetve a Rend elleni támadásnak.

## Szereplők
| Színész              | Szerep  | Magyar hang          |
| -------------------- | ------- | -------------------- |
| Kate Beckinsale      | Selene  | Kéri Kitty           |
| Theo James           | David   | Varga Gábor          |
| Charles Dance        | Thomas  | Cs. Németh Lajos     |
| Clementine Nicholson | Lena    | Ruttkay Laura        |
| Tobias Menzies       | Marius  | Csík Csaba Krisztián |
| Lara Pulver          | Semira  | Szávai Viktória      |
| Bradley James        | Varga   | Szatory Dávid        |
| Daisy Head           | Alexia  | Trokán Nóra          |
| James Faulkner       | Cassius | Hirtling István      |
| Peter Andersson      | Vidar   | Barbinek Péter       |
| Oliver Stark         | Gregor  | Dankó István         |